# Батальйон спеціальних операцій «Еней»
Батальйон спеціальних операцій «Еней» — бойовий підрозділ прямого підпорядкування Департаменту поліції особливого призначення «Об'єднана штурмова бригада Національної поліції України «Лють».

## Історія
Починаючи з лютого 2022 року у зв'язку зі повномаштабним вторгненням військ РФ в Україну в структурі Національної поліції України почали створювати такі зведені загони, як полк «Сафарі», зведений загін Департаменту патрульної поліції, батальйони «Цунамі», «Еней», «Захід» та інші. Зокрема зведений батальйон НПУ «Еней» був сформований з добровольчих підрозділів Національної поліції України, які брали участь у захисті України від гібридної агресії РФ починаючи, ще з 2014 року. Після повномаштабного вторгнення батальйон був залучений до бойових дій на Бахмутському напрямку.
У 2023 році батальйон «Еней» увійшов до складу Об'єднаної штурмової бригади Нацполіції «Лють», як рота спеціальних операцій «Еней». А вже 30 липня 2023 року бійці підрозділу спеціальних операцій під час штурму ворожих позицій на бахмутському напряму оточили й взяли в полон п'ятьох російських загарбників.
В січні 2024 року рота «Еней» збільшена до розміру батальйону.
1 березня 2024 року за бездоганну службу та особисту мужність, забезпечення захисту прав і свобод громадян, збереження національної безпеки та з нагоди створення спецпідрозділу бійці роти «Еней» Об'єднаної штурмової бригади Національної поліції «Лють» отримали заохочення. Подяки правоохоронцям вручив керівник поліції області Роман Козьяков і подякував за сумлінне виконання службового обов'язку, захист держави та українського народу.
6 березня 2024 року У межах міжнародного співробітництва керівники регіональних управлінь Департаменту поліції та прикордонної служби Естонської Республіки — Східної префектури Тарво Крууп та Північної префектури Валло Коппель — відвідали з робочим візитом тренінговий центр поліції, оглянули їх оснащення, що використовується поліціянтами під час несення служби, побували на полігоні, де зокрема професійні навички вдосконалюють бійці батальйону «Еней».
28 квітня 2024 року у столичному парку «Муромець» відбувся другий сезон спортивного турніру «Київ Незламний», в якому взяли участь понад 180 ветеранів з різних регіонів України, курсанти військових та поліцейських вишів та близько 150 представників різних силових відомств, зокрема і бійці батальйону спеціальних операцій «Еней». Бійці батальйону посіли призові місця та показали відмінний рівень фізичної підготовки.
З кінця червня 2024 року бійці батальйону виконують бойові завдання з оборони м. Торецьк Донецької області. Зокрема в жовтня 2024 року з'явилося відео вуличних боїв та знищення російських окупантів.
12 лютого 2025 року пресслужба бригади «Лють» повідомила, що воїни батальйону спеціальних операцій «Еней» спільно з бійцями стрілецьких батальйонів поліції особливого призначення ГУНП у Вінницькій та Кіровоградській областях, а також за підтримки бригади «Хижак», провели операцію зі знищення позицій противника у забудові приватного сектора на північних околицях Торецька. Повідомляється, що вінницький та кіровоградський стрілецькі батальйони Нацполіції долучилися до оборони Торецька у складі об’єднаної штурмової бригади «Лють».
Штурмова група на бронемашині Дозор-Б послідовно зайшла на декілька позицій в сірій зоні та зачистила їх, після чого замінувала саморобними вибуховими пристроями будівлі, де росіяни укривалися та ховали свій боєкомплект. Артилерійську підримку на цьому напрямку забезпечує полк вогневої підтримки «Дніпро-1» бригади «Лють», яку на початку року озброїли самохідними установками 2С22 «Богдана».